# Olivier V de Clisson
Olivier V de Clisson (Clisson, 23 aprile 1336 – Josselin, 23 aprile 1407) è stato un generale francese di origine bretone, che fu connestabile di Francia, conte di Porhoët e barone di Pontchâteau.
Era figlio di Oliviero IV di Clisson e di Jeanne de Belleville.
Signore feudale, esponente più celebre della famiglia de Clisson, fu soprannominato il macellaio per la sua crudeltà nel combattimento.

Stemma di Olivier V de Clisson

## Biografia
Crebbe in Inghilterra, dove sua madre, Jeanne de Belleville, aveva sposato in terze nozze Walter Bentley, luogotenente di Edoardo III d'Inghilterra in Bretagna. Al suo ritorno in Bretagna, Olivier prese le armi e si unì a Giovanni di Montfort, sostenuto dagli inglesi. Olivier si distinse nella Battaglia di Auray (1364), in cui perse un occhio e si guadagnò il soprannome de il macellaio, perché alle sue truppe fu ordinato di non catturare prigionieri. Successivamente, a causa di divergenze con Montfort, de Clisson si schierò dalla parte dei suoi avversari, quindi con la Francia.
Nel 1370 Olivier acquisì la signoria di Josselin e iniziò la costruzione del Castello di Josselin. Nello stesso anno si unì a Bertrand du Guesclin, da poco divenuto connestabile di Francia, e lo seguì nelle sue campagne contro gli inglesi, compreso l'assedio di Brest del 1373. Alla morte di du Guesclin, Clisson ricevette la spada di connestabile, mantenendo l'incarico dal 1380 al 1392. Combatté contro i cittadini di Gand, sconfiggendoli nella Battaglia di Roosebeke (1382), e in seguito condusse il suo esercito nel Poitou e nelle Fiandre (1389), compreso un vano tentativo di invadere l'Inghilterra.
Al suo ritorno a Parigi nel 1392 subì un tentativo di omicidio da parte di Pierre de Craon, presumibilmente su istigazione di Giovanni di Montfort, divenuto Giovanni V di Bretagna. Craon condusse Clisson in una strada stretta, i suoi servi fuggirono, ma la vita gli fu salvata dalla sua cotta in maglia di ferro, grazie alla quale ebbe il tempo di difendersi. Nella lotta cadde da cavallo; credendolo morto, Craon fuggì da Parigi per la Bretagna.
Con lo scopo di punire Giovanni V e Craon, Carlo VI, accompagnato dal connestabile, marciò sulla Bretagna, ma nel corso della spedizione il re si ammalò. Gli zii di Carlo incolparono Clisson dell'accaduto e lo costrinsero a rifugiarsi in Bretagna. Si riconciliò con Giovanni V e, dopo la morte del Duca nel 1399, divenne protettore del ducato e incaricato di sorvegliare i giovani principi. Prima della sua morte, avvenuta nel 1407 il giorno del suo 71º compleanno, aveva accumulato notevoli ricchezze.